# 迪斯尼体育 篮球
《迪斯尼体育 篮球》是一款由科樂美制作和发行的体育游戏。游戏于2002年在GBA和NGC发行。
游戏以迪斯尼人物作为球队球员。其中由米老鼠队、唐老鸭队等。
GameCube版本游戏主要收到非常负面评价。GameSpot给予2.6的分数。